# Garai (Bizkaia)
Garai (spanisch Garay) ist ein Municipio in der spanischen Provinz Bizkaia der Autonomen Gemeinschaft Baskenland in der Comarca Durangaldea (Duranguesado). Garai hat 342 Einwohner (Stand: 2024), die mehrheitlich baskischsprachig sind. 

## Lage
Garai liegt etwa 36 Kilometer ostsüdöstlich von Bilbao in einer Höhe von ca. 310 m.

## Einwohnerentwicklung
| 1970 | 1981 | 1991 | 2001 | 2011 | 2021 |
| ---- | ---- | ---- | ---- | ---- | ---- |
| 279  | 235  | 256  | 240  | 339  | 329  |

## Sehenswürdigkeiten

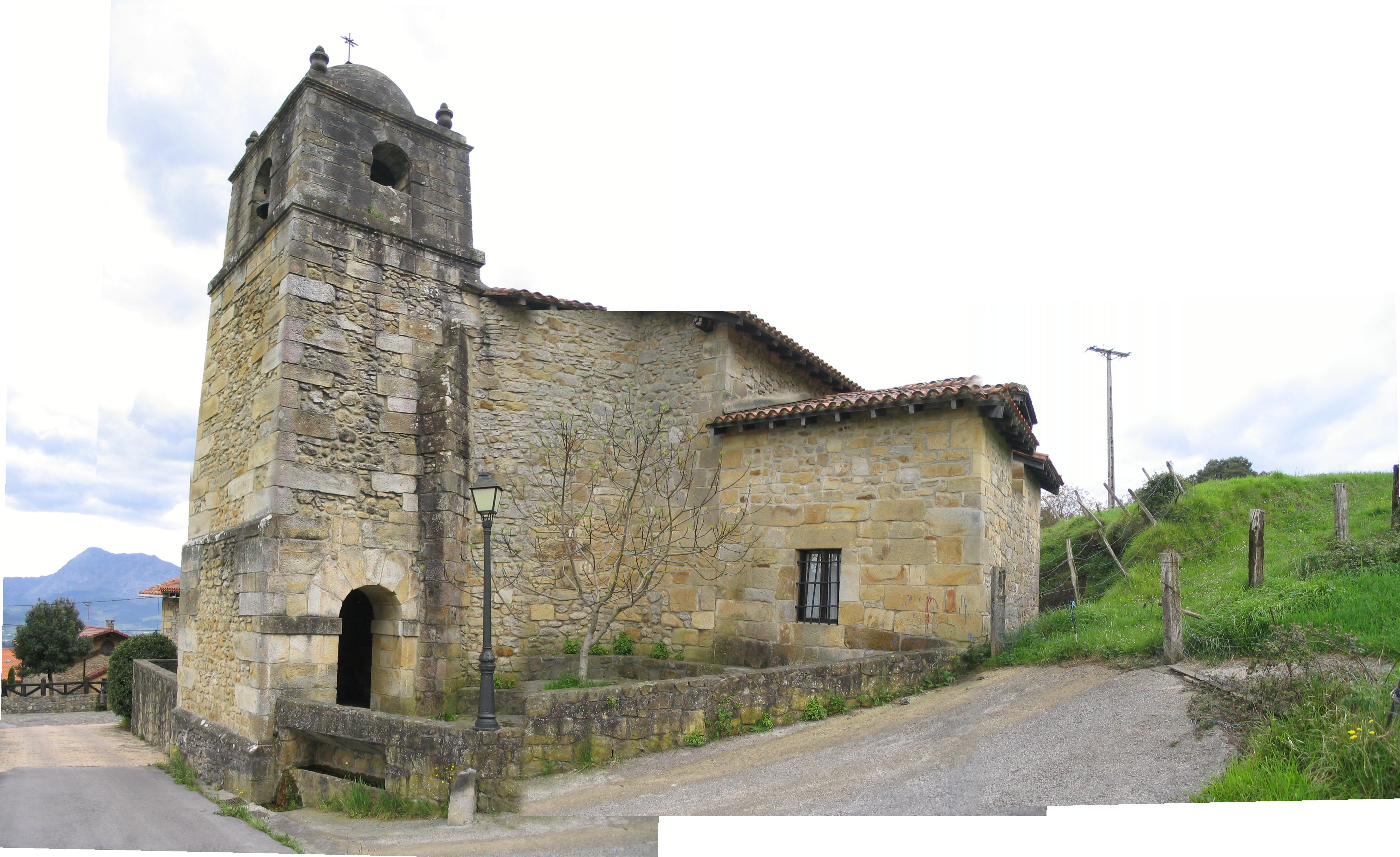
Johanniskirche
- Michaeliskapelle
- Johannes-der-Täufer-Kapelle
- Katharinenkapelle

- Johanniskirche

## Persönlichkeiten
- Valentin Zubiaurre Urionabarrenetxea (1837–1914), Komponist
- Ramón de Zubiaurre (1882–1969), Künstler
- Pilar de Zubiaurre (1884–1970), Schriftstellerin und Kunsthändlerin